# Selenia rubra
Selenia rubra là một loài bướm đêm trong họ Geometridae.